# گلدی (فیلم)
گُلدی (انگلیسی: Goldie) یک فیلم است که در سال ۱۹۳۱ منتشر شد. از بازیگران آن می‌توان به اسپنسر تریسی، وارن هایمر، و جین هارلو اشاره کرد.